# پیز چاپیسون
پیز چاپیسون (به لاتین: Piz Chapisun) یک کوه در سوئیس است که در کانتون گراوبوندن واقع شده‌است. پیز چاپیسون ۲٬۹۳۱ متر بالاتر از سطح دریا واقع شده‌است.